# Occide Jeanty
Pour les articles homonymes, voir Jeanty.
Occide Jeanty (1860-1936) est un compositeur, trompettiste, pianiste et chef d'orchestre haïtien.

## Biographie
Occide Jeanty est né en 1860 à Port-au-Prince. Il fait ses études au lycée Alexandre Pétion de Port-au-Prince. Son père, Occilius Jeanty (1830-1882), fut à la fois directeur de l'École Centrale de Musique de Port-au-Prince, professeur de mathématiques au lycée Alexandre Pétion, ainsi que directeur du Corps militaire de Musique attaché au Palais national.
Après avoir suivi les cours musicaux de l'école centrale de musique de son père, il obtient une bourse d'études pour aller étudier à Paris avec Jean-Baptiste Arban et Antoine François Marmontel.
En 1885, de retour à Haïti, le Président haïtien, Lysius Salomon, le nomme sur recommandations au Corps militaire de musique du Palais national.
Il compose essentiellement pour le Palais national. 
En 1915, lors de l'occupation d'Haïti par les forces américaines, il quitte l'armée avec le grade de général. Il devient professeur de musique au lycée Alexandre Pétion de Port-au-Prince.
En 1922, il est rappelé par le président Louis Borno. Il devient le chef d'orchestre de la garde nationale jusqu'à sa mort en 1936.
Il eut une vingtaine d'enfants parmi lesquels Lydia Occide Jeanty, première femme ministre en Haïti. Il eut aussi Pauline, Quetsia, Dieudonne, Zita et Carl-Henry Jeanty.

## Œuvres
Occide Jeanty composa huit marches militaires pour le Palais national.
Il composa également six marches funèbres pour les dignitaires haïtiens et leurs familles parmi lesquelles :
- Imprécations pour Dessalines, pour la commémoration de la mort de Jean-Jacques Dessalines.
- Cher Hyppolite, pour la mort de Florvil Hyppolite
- Nos larmes, également pour Florvil Hyppolite

- Ti Sam, pour Tirésias Simon Sam
- Sur la tombe pour Nord Alexis

Il réalisa aussi quatre marches patriotiques parmi lesquelles : 
- Quand nos Aïeux brisèrent leurs entraves (ou Chant national), avec les paroles d'Oswald Durand.
- 1804.

Il composa également des polkas (Pauvres et pauvres en 1901), des gavottes et des méringues (Zizipan).